# Burning Witch
I Burning Witch erano una band doom metal di Seattle, Washington, fondata nel 1995 e scioltasi nel 1998.

## Storia del gruppo
I Burning Witch si sono formati a Capitol Hill, Seattle, all'inizio del 1995. Dopo lo scioglimento del gruppo doom/death Thorr's Hammer nel 1995, Stephen O'Malley, Jamie Sykes e Greg Anderson crearono la nuova band. Anderson lasciò però presto il gruppo e nel gruppo fu così inserito Edgy 59 alle voci e  G. Stuart Dahlquist, completando la formazione.
Nel 1996, la band in questa incarnazione registrò canzoni con il famoso produttore indie Steve Albini, registrazioni poi pubblicate solo nel 1998 con l'LP Towers... Dopo le sessioni per queste canzoni, Sykes lasciò la band e fu sostituito da B.R.A.D.
Le sessioni che seguirono le registrazioni con Albini del 1996, portarono all'LP Rift.Canyon.Dreams, che come il suo predecessore, non ricevette molta attenzione al di fuori della sua scena. Questa si rivelò essere l'ultima registrazione della band, dato che si sciolsero poco dopo il completamento del disco nel tardo 1998.
Edgy 59 lasciò per unirsi ai Sinisstar, O'Malley si riunì ad Anderson per formare i Sunn O))), e Dahlquist si unì ad Anderson nei Goatsnake.
Dopo lo scioglimento fu pubblicata la compilation Crippled Lucifer, una raccolta dei brani dei loro due LP.

## Discografia
EP
- 1996 - Towers...
- 1997 - Rift.Canyon.Dreams

Raccolte
- 1998 - Crippled Lucifer (Seven Psalms for Our Lord of Light)

Split
- 2000 - Goatsnake/Burning Witch
- 2004 - Asva/Burning Witch

## Formazione

### Ultimo line up
- O'Malley
- Edgy 59
- B.R.A.D.

### Altri membri
- Sykes
- Greg Anderson